# Reversiones (álbum tributo a Zoé)
Reversiones es un álbum tributo para la banda de Rock alternativo mexicana Zoé interpretado por músicos muy conocidos como Andrés Calamaro con su versión de Paula o Mon Laferte con su versión de Love siendo hasta ahora el único álbum tributo hecho hacia la banda.

## Historia
Reversiones es un disco que reúne los éxitos de Zoé, en voz y versiones inéditas a cargo de grandes personalidades de talla internacional como Alejandro Fernández, Bronco, Rawayana, Juanes, Mon Laferte, Andrés Calamaro, Morat, Manuel Carrasco y Juan Pablo Contreras. Este material que le dará nueva vida a los éxitos de Zoé, estará disponible al final de año en formato físico y en versión digital, en conjunto con una serie de lyric videos en YouTube.

Este álbum tributo es una joya, nos hace sentir muy especial que bandas y cantantes tan importantes de la industria formen parte de él» – Zoé

Alejandro Fernández dio el inicio de salida interpretando Arrullo de Estrellas, que debutó en el top 10 en plataformas digitales, mientras que el video fue tendencia en YouTube durante su lanzamiento.
El tercer sencillo está a cargo de Bronco; Soñé uno de los temas más emblemáticos en la carrera de Zoé, y que forma parte de su segundo disco, Rocanlover.

Para nosotros es un honor formar parte de este álbum homenaje a una banda tan emblemática en su género como lo es Zoé, con géneros totalmente diferentes. Interpretamos “Soñé”, tema con el que nos sentimos más identificados y al que le imprimimos todo el estilo musical de Bronco, esperemos que a la gente le guste. Ya habíamos tenido la oportunidad de trabajar con León Larregui en nuestro Primera Fila, hubo una gran química en el escenario, aunque nuestras personalidades son muy contrastantes,  pero estamos muy contentos y agradecidos por participar en esta producción, nos atrevimos a hacer algo diferente, así como él lo hizo con nosotros,  seguimos experimentando cosas nuevas” – Bronco.

## Lista de canciones[6]
| Reversiones          |                                                        |          |  |
| N.º                  | Título                                                 | Duración |  |
| 1.                   | «Arrullo de Estrellas» (Hecho por Alejandro Fernández) | 3:25     |  |
| 2.                   | «Soñé» (Hecho por Bronco)                              | 3:06     |  |
| 3.                   | «Labios rotos» (Hecho por Morat)                       | 3:37     |  |
| 4.                   | «Nada» (Hecho por Manuel Carrasco)                     | 4:19     |  |
| 5.                   | «Vía Láctea» (Hecho por Juanes)                        | 3:33     |  |
| 6.                   | «Love» (Hecho por Mon Laferte)                         | 3:26     |  |
| 7.                   | «Corazón Atómico» (Hecho por Caloncho)                 | 4:06     |  |
| 8.                   | «Veneno» (Hecho por Daniela Spalla)                    | 5:36     |  |
| 9.                   | «10 A.M.» (Hecho por Ximena Sariñana)                  | 4:40     |  |
| 10.                  | «Luci» (Hecho por Daniel Quien)                        | 4:02     |  |
| 11.                  | «Paula» (Hecho por Andrés Calamaro)                    | 4:20     |  |
| 12.                  | «Azul» (Hecho por Meme del Real)                       | 3:33     |  |
| 13.                  | «Dead» (Hecho por Porter)                              | 3:44     |  |
| 14.                  | «Últimos días» (Hecho por Rawayana)                    | 5:21     |  |
| 15.                  | «No Me Destruyas» (Hecho por Juan Pablo Contreras)     | 4:17     |  |
| Duración Total:52:09 |                                                        |          |  |